# Patrick Franziska
Patrick Franziska (* 11. Juni 1992 in Bensheim) ist ein deutscher Tischtennisnationalspieler. 2016 wurde er Europameister im Doppel, im Jahr 2019 gewann er jeweils im Mixed WM-Bronze und Gold bei den Europaspielen. 2021 gewann er das Ranglistenturnier Europe Top 16.

## Karriere
Patrick Franziska begann seine Karriere beim TSV 1875 Höchst. Danach wechselte er zum SV Mörlenbach und spielte anschließend beim TTC 1947 Elz. Der Rechtshänder wurde 2007 Schüler-Europameister mit der Mannschaft und errang 2009 mit der Juniorenmannschaft den zweiten Platz bei der Weltmeisterschaft. 2010 wurde er Junioren-Europameister im Einzel. Des Weiteren ist er mehrfacher Deutscher Juniorenmeister.
2008 nahm Franziska in Hamburg erstmals an den Deutschen Meisterschaften der Erwachsenen teil. Er war ursprünglich nur für den Einzelwettbewerb vorgesehen, in dem er bereits in der Vorrunde ausschied. Aufgrund der Absage anderer Spieler konnte er dann aber mit dem Hamburger Kay-Andrew Greil doch noch im Herren-Doppel starten. Im Viertelfinale gelang ihnen gegen die an Nummer drei gesetzten Nico Christ und Lennart Wehking nach Abwehr zweier Matchbälle ein knapper 4:3-Erfolg und damit der Einzug in das Halbfinale, in dem die späteren Meister Patrick Baum und Dimitrij Ovtcharov dann eine Nummer zu groß waren. Damit war Patrick Franziska der jüngste Medaillengewinner dieser Meisterschaften.
Bei der Europameisterschaft 2010 rückte Franziska für Bastian Steger als Ersatzspieler in die Nationalmannschaft. Mit der Mannschaft gewann er den Europameistertitel und stand im Doppel mit Patrick Baum in der zweiten Runde. Bei der Jugend-Weltmeisterschaft im Dezember 2010 in Bratislava holte er mit der Mannschaft und mit Arne Hölter im Doppel Bronze.
Von 2009/10 bis 2011/12 spielte er für die TG Hanau in der 1. Bundesliga. 2011 wurde er mit dem Titel Nachwuchsspieler des Jahres 2010 ausgezeichnet. 2012 erreichte er in der Weltrangliste erstmals eine Platzierung unter den besten 100, seit Oktober 2012 ist er dort dauerhaft vertreten.
Zur Saison 2012/13 wechselte Franziska nach dem Rückzug seines alten Vereins zu Ligakonkurrent TTC RhönSprudel Fulda-Maberzell. Zusammen mit Timo Boll gewann er die German Open 2013 im Doppel. Im Oktober 2013 wurde er mit der Mannschaft erneut Europameister. Dabei gewann er alle seine vier Spiele. Im Einzel schied er in der zweiten Runde aus. 2014 wurde er in Tokio mit dem deutschen Team Vize-Weltmeister. Dabei verlor er nur im Finale das Spiel gegen den Weltranglistenersten Xu Xin. Zur Saison 2014/15 wechselte er zum Rekordmeister Borussia Düsseldorf, mit dem er auf Anhieb Meister und Pokalsieger wurde. Bei den German Open 2015 gelang ihm mit Timo Boll erneut der Sieg im Doppelwettbewerb.
Bei der Weltmeisterschaft 2015 kam er unter anderem durch einen Sieg über den Top-10-Spieler Marcos Freitas bis ins Viertelfinale, wo er dem späteren Vizeweltmeister Fang Bo unterlag, und erreichte dadurch in der Weltrangliste mit Platz 28 eine neue Rekordposition. Bei der Europameisterschaft holte er Silber mit der Mannschaft. Durch seit der Weltmeisterschaft nachlassende Leistungen im Einzel fiel er in der Weltrangliste allerdings allmählich wieder zurück und wurde daher nur als Ersatzspieler für die Olympischen Spiele 2016 nominiert. Mit Borussia Düsseldorf wurde er dafür erneut deutscher Meister und Pokalsieger. Zur Bundesliga-Saison 2016/17 wechselte er zum 1. FC Saarbrücken, inzwischen wurde der Vertrag bis 2021 verlängert. Ab Mai 2016 bildete Franziska ein Doppel mit dem ebenfalls in der Bundesliga spielenden Dänen Jonathan Groth. Bei der Europameisterschaft im Oktober gewannen sie die Goldmedaille. Außerdem gewannen sie auf der World Tour die Croatia sowie die Austrian Open und kamen bei den Czech und Swedish Open ins Halbfinale, wodurch sie sich mit der Mindestzahl von vier Turnieren für die Grand Finals qualifizierten. Wegen einer Verletzung Franziskas konnten sie jedoch nicht teilnehmen. Bei den Korea Open 2017 gewann er, zusätzlich zu Silber im Doppel, nach einer Finalniederlage gegen Timo Boll seine erste Einzelmedaille auf der World Tour. Bei der Europameisterschaft 2017 gewann er erneut Gold mit der Mannschaft. Auch 2017 qualifizierte er sich im Doppel mit Jonathan Groth für die Grand Finals, bei denen sie aber in der ersten Runde ausschieden. Bei der Team-WM, in der Boll, Ovtcharov und er wegen Verletzungsproblemen nur eingeschränkt zur Verfügung standen, gewann er mit der deutschen Mannschaft wieder Silber.
Bei der Europameisterschaft 2018 gewann Franziska drei Bronzemedaillen: Im Einzel, wo er im Halbfinale knapp mit 3:4 gegen Timo Boll verlor, im Doppel, wo er als Titelverteidiger mit Jonathan Groth an seiner Seite mit dem gleichen Ergebnis an den späteren Siegern Daniel Habesohn/Robert Gardos aus Österreich scheiterte, und mit Partnerin Petrissa Solja im Mixed. Im November 2018 erreichte er mit Rang 13 seine bis dahin beste Weltranglistenposition. Zudem qualifizierte er sich wieder für die Grand Finals, sowohl im Doppel – er und Jonathan Groth traten allerdings aus finanziellen Gründen nicht an – als auch im Einzel, wo er in der ersten Runde gegen den späteren Sieger Tomokazu Harimoto ausschied. Bei der Weltmeisterschaft 2019 gewann er im Mixed mit Petrissa Solja Bronze, sein Doppelpartner Timo Boll erkrankte allerdings nach dem Viertelfinaleinzug, sodass die Chance auf eine weitere Medaille nicht genutzt werden konnte. Einen Monat später gewannen sie durch einen Finalsieg über das Weltmeister-Duo Ma Long/Wang Chuqin den Doppelwettbewerb der China Open. Mit Saarbrücken konnte Franziska außerdem in den Bundesliga-Play-offs Titelverteidiger Borussia Düsseldorf schlagen und so das Finale erreichen, das gegen Ochsenhausen verloren ging. Bei den Europaspielen gewann er Gold mit Solja im Mixed und mit der Mannschaft, mit der er im September auch den EM-Titel holte. Im Juli schlug er bei den Australian Open unter anderem den Weltranglistendritten Fan Zhendong und Vize-Weltmeister Mattias Falck und kam so ins Halbfinale, in dem er nach vergebenem Matchball mit 3:4 dem Weltranglistenersten und späteren Sieger Xu Xin unterlag. An den Grand Finals nahm er 2019 zum ersten Mal sowohl im Einzel als auch im Doppel teil, zusammen mit Timo Boll erreichte er das Halbfinale, das sie nach vergebenem Matchball mit 2:3 verloren.
In der Saison 2019/20 wurde er mit dem 1. FC Saarbrücken-Tischtennis Deutscher Meister. Im November 2020 konnte er durch die Absage Bolls zum ersten Mal am World Cup teilnehmen, wo er die Hauptrunde erreichte und dort gegen Lin Yun-ju ausschied. Bei den Olympischen Spielen 2021 in Tokio gewann er Silber im Mannschaftswettbewerb. Zuvor war er im Mixed-Viertelfinale mit Petrissa Solja nach sieben vergebenen Matchbällen gegen das spätere Siegerduo Jun Mizutani/Mima Itō ausgeschieden. Im Oktober gelang ihm mit dem deutschen Team trotz des Fehlens der Spitzenspieler Boll und Ovtcharov erneut der Gewinn des EM-Titels.
Durch seinen Sieg gegen den chinesischen Weltranglistenzweiten Ma Long beim WTT Champions Budapest 2022 wurde Franziska nach WTT-Statistiken der erste nichtchinesische Spieler (2023 gefolgt von Lee Sang-su), der einen Sieg gegen jeden der „großen Drei des letzten Jahrzehnts“ verzeichnen kann: außer gegen Ma Long auch gegen Fan Zhendong mit 4:2 bei den Australian Open 2019 und gegen Xu Xin mit 3:2 beim Singapore Smash 2022. In der Folge erreichte Franziska mit Weltranglistenplatz 11 eine neue Bestmarke.
2023 holte er mit Dimitrij Ovtcharov überraschend WM-Bronze im Doppel und mit der Mannschaft Gold bei den Europaspielen. In diesem Jahr sowie 2024 gewann Franziska zudem mit dem 1. FC Saarbrücken die Champions League. Im Mai 2024 erreichte Franziska beim Saudi Smash 2024 als erster Nicht-Chinese das Finale eines Grand-Smash-Turniers, unter anderem durch einen Sieg über den amtierenden Weltmeister Fan Zhendong. Durch diese Silbermedaille erspielte er 1400 Weltranglistenpunkte und erreichte mit Platz 9 erstmals die Top 10. Dies bedeutete im Mai die beste Weltranglisten-Platzierung eines Deutschen. Trotzdem wurde er im April vom DTTB nur als Ersatzmann für die Olympischen Spiele nominiert. Bei der Tischtennis-Europameisterschaft 2024 in Linz gewann Franziska zusammen mit Annett Kaufmann Bronze im Mixed.

## Privat
2021 heiratete Patrick Franziska Frida Karlsson, Schwester des schwedischen Tischtennisspielers Kristian Karlsson. Mit ihr hat er einen Sohn (* 2022).

## Erfolge
Einzel
- Weltmeisterschaft: Viertelfinale 2015
- Europameisterschaft: Bronze 2018
- Europe Top 16: Gold 2021, Bronze 2022
- WTT Series 2024: Finale des ersten Saudi Smash-Turniers
- Korea Open: Zweiter 2017
- Jugend-Europameisterschaft: Sieger 2010
- Europe Jugend TOP 10 Sieger 2009 und 2010
- Schüler-Europameisterschaft: Sieger 2007
- Jugend-Weltmeisterschaft: Silber 2009

Doppel
- Weltmeisterschaft: Bronze 2023
- Europameisterschaft: Gold 2016, Bronze 2018
- German Open: Sieger 2013, 2015
- Croatia Open: Sieger 2016
- Austrian Open: Sieger 2016
- China Open: Sieger 2019
- Jugend-Weltmeisterschaft: Bronze 2010

Mixed
- Weltmeisterschaft: Bronze 2019
- Europameisterschaft: Bronze 2018, 2024
- Europaspiele: Gold 2019

Mannschaft
- Olympische Spiele: Silber 2021
- Weltmeisterschaft: Silber 2014, 2018
- Europameisterschaft: Gold 2010, 2013, 2017, 2019, 2021, Silber 2015
- Europaspiele: Gold 2019, 2023
- Deutsche Meisterschaft: Sieger 2015, 2016, 2020
- Deutscher Pokal: Sieger 2015, 2016
- Champions League: Sieger 2023, 2024

## Auszeichnungen
- Sportlerwahl Hessen: Newcomer des Jahres 2010, 2013
- Saarsportler des Jahres: 2018, 2021
- Silbernes Lorbeerblatt: 2021

## Turnierergebnisse
| Verband | Veranstaltung                         | Jahr | Ort                 | Land | Einzel        | Doppel        | Mixed         | Team          |
| ------- | ------------------------------------- | ---- | ------------------- | ---- | ------------- | ------------- | ------------- | ------------- |
| GER     | Olympische Spiele                     | 2021 | Tokio               | JPN  |               |               | Viertelfinale | Silber        |
| GER     | Europaspiele                          | 2023 | Krakau              | POL  |               |               |               | Gold          |
| GER     | Europaspiele                          | 2019 | Minsk               | BLR  |               |               | Gold          | Gold          |
| GER     | Europameisterschaft                   | 2024 | Linz                | AUT  | Viertelfinale |               | Halbfinale    |               |
| GER     | Europameisterschaft                   | 2022 | München             | GER  | Achtelfinale  |               |               |               |
| GER     | Europameisterschaft                   | 2021 | Cluj-Napoca         | ROU  |               |               |               | Gold          |
| GER     | Europameisterschaft                   | 2020 | Warschau            | POL  | Achtelfinale  | letzte 32     | Viertelfinale |               |
| GER     | Europameisterschaft                   | 2019 | Nantes              | FRA  |               |               |               | Gold          |
| GER     | Europameisterschaft                   | 2018 | Alicante            | ESP  | Halbfinale    | Halbfinale    | Halbfinale    |               |
| GER     | Europameisterschaft                   | 2017 | Luxemburg           | LUX  |               |               |               | Gold          |
| GER     | Europameisterschaft                   | 2016 | Budapest            | HUN  | letzte 32     | Gold          |               |               |
| GER     | Europameisterschaft                   | 2015 | Jekaterinburg       | RUS  | Achtelfinale  |               |               | Silber        |
| GER     | Europameisterschaft                   | 2014 | Lissabon            | POR  |               |               |               | Silber        |
| GER     | Europameisterschaft                   | 2013 | Schwechat           | AUT  | letzte 32     |               |               | Gold          |
| GER     | Europameisterschaft                   | 2012 | Herning             | DEN  | Achtelfinale  |               |               |               |
| GER     | Europameisterschaft                   | 2010 | Ostrava             | CZE  |               |               |               | Gold          |
| GER     | Jugend-Europameisterschaft (Kadetten) | 2007 | Bratislava          | SVK  | Silber        |               |               | Gold          |
| GER     | Jugend-Europameisterschaft (Junioren) | 2010 | Istanbul            | TUR  | Gold          |               |               |               |
| GER     | Europe Top 16                         | 2025 | Montreux            | SUI  | Halbfinale    |               |               |               |
| GER     | Europe Top 16                         | 2022 | Montreux            | SUI  | Halbfinale    |               |               |               |
| GER     | Europe Top 16                         | 2021 | Thessaloniki        | GRC  | Gold          |               |               |               |
| GER     | ITTF Challenge Series                 | 2017 | De Haan             | BEL  | Viertelfinale | Gold          |               |               |
| GER     | Grand Smash                           | 2024 | Dschidda            | KSA  | Silber        |               |               |               |
| GER     | WTT Series (Champions)                | 2025 | Incheon             | KOR  | Halbfinale    |               |               |               |
| GER     | WTT Series (Contender)                | 2024 | Lima                | PER  | Silber        |               |               |               |
| GER     | WTT Series (Star Contender)           | 2024 | Mapusa              | IND  | Halbfinale    | Silber        |               |               |
| GER     | WTT Series (Contender)                | 2023 | Antalya             | TUR  | Viertelfinale | Halbfinale    |               |               |
| GER     | WTT Series (Contender)                | 2023 | Maskat              | OMN  | letzte 32     | Gold          |               |               |
| GER     | WTT Series (Contender)                | 2023 | Tunis               | TUN  | Silber        |               |               |               |
| GER     | WTT Series (Contender)                | 2023 | Durban              | RSA  | Viertelfinale |               | Halbfinale    |               |
| GER     | WTT Series (Champions)                | 2022 | Budapest            | HUN  | Halbfinale    |               |               |               |
| GER     | WTT Series (Contender)                | 2022 | Zagreb              | HRV  | Halbfinale    |               |               |               |
| GER     | ITTF World Tour                       | 2020 | Budapest            | HUN  | letzte 32     | Gold          | Silber        |               |
| GER     | ITTF World Tour                       | 2020 | Magdeburg           | GER  | letzte 32     | Viertelfinale | Halbfinale    |               |
| GER     | ITTF World Tour                       | 2019 | Linz                | AUT  | letzte 32     | Halbfinale    | Achtelfinale  |               |
| GER     | ITTF World Tour                       | 2019 | Geelong             | AUS  | Halbfinale    | Viertelfinale |               |               |
| GER     | ITTF World Tour                       | 2019 | Shenzhen            | CHN  | Qual.         | Gold          |               |               |
| GER     | ITTF World Tour                       | 2019 | Doha                | QAT  | Viertelfinale | Silber        | Achtelfinale  |               |
| GER     | ITTF World Tour                       | 2018 | Olmütz              | CZE  | Viertelfinale | Gold          |               |               |
| GER     | ITTF World Tour                       | 2018 | Hongkong            | HKG  | Achtelfinale  | Halbfinale    |               |               |
| GER     | ITTF World Tour                       | 2018 | Bremen              | GER  | Halbfinale    | Viertelfinale |               |               |
| GER     | ITTF World Tour                       | 2018 | Budapest            | HUN  | Viertelfinale | Halbfinale    |               |               |
| GER     | ITTF World Tour                       | 2017 | Olmütz              | CZE  | Qual.         | Gold          |               |               |
| GER     | ITTF World Tour                       | 2017 | Incheon             | KOR  | Silber        | Silber        |               |               |
| GER     | ITTF World Tour                       | 2016 | Stockholm           | SWE  | letzte 64     | Halbfinale    |               |               |
| GER     | ITTF World Tour                       | 2016 | Linz                | AUT  | letzte 64     | Gold          |               |               |
| GER     | ITTF World Tour                       | 2016 | Olmütz              | CZE  | Achtelfinale  | Halbfinale    |               |               |
| GER     | ITTF World Tour                       | 2016 | Zagreb              | HRV  | Achtelfinale  | Gold          |               |               |
| GER     | ITTF World Tour                       | 2015 | Bremen              | GER  | letzte 32     | Gold          |               |               |
| GER     | ITTF World Tour                       | 2013 | Berlin              | GER  | letzte 64     | Gold          |               |               |
| GER     | ITTF World Tour                       | 2013 | Spała               | POL  | letzte 32     |               |               |               |
| GER     | ITTF World Tour                       | 2013 | Olmütz              | CZE  | Achtelfinale  | Achtelfinale  |               |               |
| GER     | ITTF World Tour                       | 2013 | Yokohama            | JPN  | Achtelfinale  |               |               |               |
| GER     | ITTF World Tour                       | 2013 | Changchun           | CHN  | Achtelfinale  | Viertelfinale |               |               |
| GER     | ITTF World Tour                       | 2013 | Doha                | QAT  | letzte 32     |               |               |               |
| GER     | ITTF World Tour                       | 2013 | Wels                | AUT  | letzte 32     |               |               |               |
| GER     | ITTF World Tour                       | 2012 | Posen               | POL  | letzte 32     |               |               |               |
| GER     | ITTF World Tour                       | 2012 | Bremen              | GER  |               | Viertelfinale |               |               |
| GER     | ITTF World Tour                       | 2012 | Jekaterinburg       | RUS  | Achtelfinale  | Viertelfinale |               |               |
| GER     | ITTF World Tour                       | 2012 | Shanghai            | CHN  | Achtelfinale  |               |               |               |
| GER     | ITTF World Tour                       | 2012 | Santiago de Chile   | CHI  | Achtelfinale  | Achtelfinale  |               |               |
| GER     | ITTF World Tour                       | 2012 | Kuwait-Stadt        | KUW  | letzte 64     |               |               |               |
| GER     | ITTF World Tour                       | 2012 | Doha                | QAT  | Viertelfinale |               |               |               |
| GER     | ITTF World Tour                       | 2012 | Velenje             | SLO  | Achtelfinale  |               |               |               |
| GER     | ITTF Pro Tour                         | 2011 | Rio de Janeiro      | BRA  | letzte 32     | Viertelfinale |               |               |
| GER     | ITTF Pro Tour                         | 2011 | Almería             | ESP  | letzte 64     |               |               |               |
| GER     | ITTF Pro Tour                         | 2011 | Doha                | QAT  | letzte 32     |               |               |               |
| GER     | ITTF Pro Tour                         | 2010 | Warschau            | POL  |               | Achtelfinale  |               |               |
| GER     | ITTF Pro Tour                         | 2010 | Kuwait-Stadt        | KUW  | letzte 64     |               |               |               |
| GER     | WTT Finals                            | 2024 | Fukuoka             | JPN  | Achtelfinale  |               |               |               |
| GER     | WTT Finals                            | 2023 | Doha                | QAT  |               | Viertelfinale |               |               |
| GER     | WTT Cup Finals                        | 2022 | Xinxiang            | CHN  | Achtelfinale  |               |               |               |
| GER     | WTT Cup Finals                        | 2021 | Singapur            | SGP  | Achtelfinale  |               |               |               |
| GER     | ITTF Finals                           | 2020 | Zhengzhou           | CHN  | Achtelfinale  |               |               |               |
| GER     | ITTF World Tour Grand Finals          | 2019 | Zhengzhou           | CHN  | Achtelfinale  | Halbfinale    |               |               |
| GER     | ITTF World Tour Grand Finals          | 2018 | Incheon             | KOR  | Achtelfinale  |               |               |               |
| GER     | ITTF World Tour Grand Finals          | 2017 | Astana              | KAZ  |               | Viertelfinale |               |               |
| GER     | Weltmeisterschaft                     | 2025 | Doha                | QAT  | Achtelfinale  | letzte 64     | letzte 64     |               |
| GER     | Weltmeisterschaft                     | 2024 | Busan               | KOR  |               |               |               | Viertelfinale |
| GER     | Weltmeisterschaft                     | 2023 | Durban              | RSA  | letzte 32     | Halbfinale    | letzte 64     |               |
| GER     | Weltmeisterschaft                     | 2021 | Houston             | USA  | letzte 32     | letzte 32     | Achtelfinale  |               |
| GER     | Weltmeisterschaft                     | 2019 | Budapest            | HUN  | letzte 32     | Viertelfinale | Halbfinale    |               |
| GER     | Weltmeisterschaft                     | 2018 | Halmstad            | SWE  |               |               |               | Silber        |
| GER     | Weltmeisterschaft                     | 2017 | Düsseldorf          | GER  | letzte 64     | Achtelfinale  |               |               |
| GER     | Weltmeisterschaft                     | 2016 | Kuala Lumpur        | MAS  |               |               |               | 13            |
| GER     | Weltmeisterschaft                     | 2015 | Suzhou              | CHN  | Viertelfinale |               |               |               |
| GER     | Weltmeisterschaft                     | 2014 | Tokio               | JPN  |               |               |               | Silber        |
| GER     | Weltmeisterschaft                     | 2013 | Paris               | FRA  | letzte 64     | letzte 64     | letzte 32     |               |
| GER     | World Cup                             | 2025 | Macau               | MAC  | 17.–32. Platz |               |               |               |
| GER     | World Cup                             | 2020 | Weihai              | CHN  | Achtelfinale  |               |               |               |
| GER     | WTC-World Team Cup                    | 2019 | Tokio               | JPN  |               |               |               | Viertelfinale |
| GER     | WTC-World Team Cup                    | 2018 | London              | ENG  |               |               |               | Viertelfinale |
| GER     | WTC-World Team Cup                    | 2013 | Guangzhou           | CHN  |               |               |               | 5. Platz      |
| GER     | Jugend-Weltmeisterschaft              | 2010 | Bratislava          | SVK  | Viertelfinale | Halbfinale    |               |               |
| GER     | Jugend-Weltmeisterschaft              | 2009 | Cartagena de Indias | COL  | Achtelfinale  |               |               | Silber        |
| GER     | Jugend-Weltmeisterschaft              | 2008 | Madrid              | ESP  | Achtelfinale  |               |               |               |
| GER     | World Junior Circuit                  | 2010 | Platja d’Aro        | ESP  | Silber        |               |               |               |
| GER     | World Junior Circuit                  | 2009 | Władysławowo        | POL  | Gold          |               |               |               |
| GER     | World Junior Circuit                  | 2009 | Bratislava          | SVK  | Viertelfinale |               |               |               |
| GER     | World Junior Circuit                  | 2009 | Kairo               | EGY  | Silber        |               |               |               |
| GER     | World Junior Circuit                  | 2009 | Tunis               | TUN  | Gold          |               |               |               |
| GER     | World Junior Circuit                  | 2009 | Tata                | HUN  | Viertelfinale |               |               |               |